# Agriotes fucosus
Agriotes fucosus es una especie de escarabajo del género Agriotes, tribu Pomachiliini, familia Elateridae. Fue descrita científicamente por LeConte en 1853.
Se distribuye por Canadá y los Estados Unidos. La especie se mantiene activa durante todos los meses del año excepto en septiembre.